# 河内国分寺跡

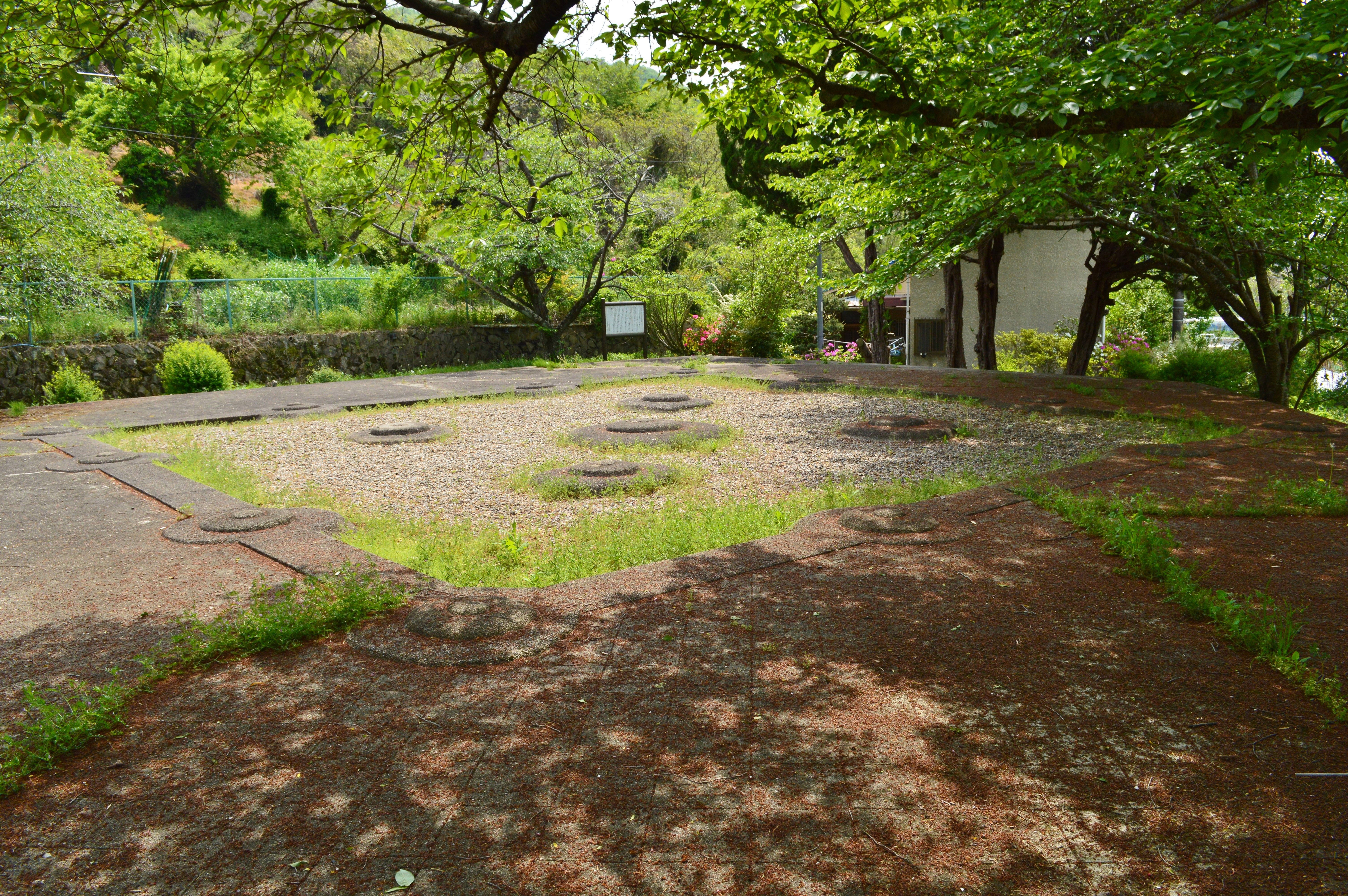
河内国分寺 塔跡

河内国分寺跡（かわちこくぶんじあと）は、大阪府柏原市国分東条町（こくぶひがんじょうちょう）にある寺院跡。史跡指定はされていない。出土瓦当は大阪府指定有形文化財に指定されている。
奈良時代に聖武天皇の詔により日本各地に建立された国分寺のうち、河内国国分僧寺の寺院跡にあたる。本項では河内国分尼寺跡の推定地についても解説する。

## 概要
大阪府東部の大和川左岸、大阪府・奈良県境の明神山地から北に延びる台地上に位置する。聖武天皇の詔で創建された国分僧寺の遺構に比定され、古代には河内国安宿郡資母郷に属し、西900メートルには国分尼寺跡の所在も推定されるほか（遺構未確認）、北北西400メートルには竹原井頓宮推定地（柏原市青谷の青谷遺跡）、西北西約4キロメートルには河内国府推定地（藤井寺市国府）が所在する。
寺域では1934年（昭和9年）以降に発掘調査が実施され、推定金堂跡・塔跡の推定遺構が検出されているが、寺域・伽藍の詳細は未だ詳らかでない。急傾斜地に位置するため推定寺域となる平坦面は狭く、他の国分寺が広い寺域を有するのに比べて特異な例になる。出土瓦の一部は1977年（昭和52年）に大阪府指定有形文化財に指定され、現在では塔跡が史跡整備のうえで公開されている。

## 歴史

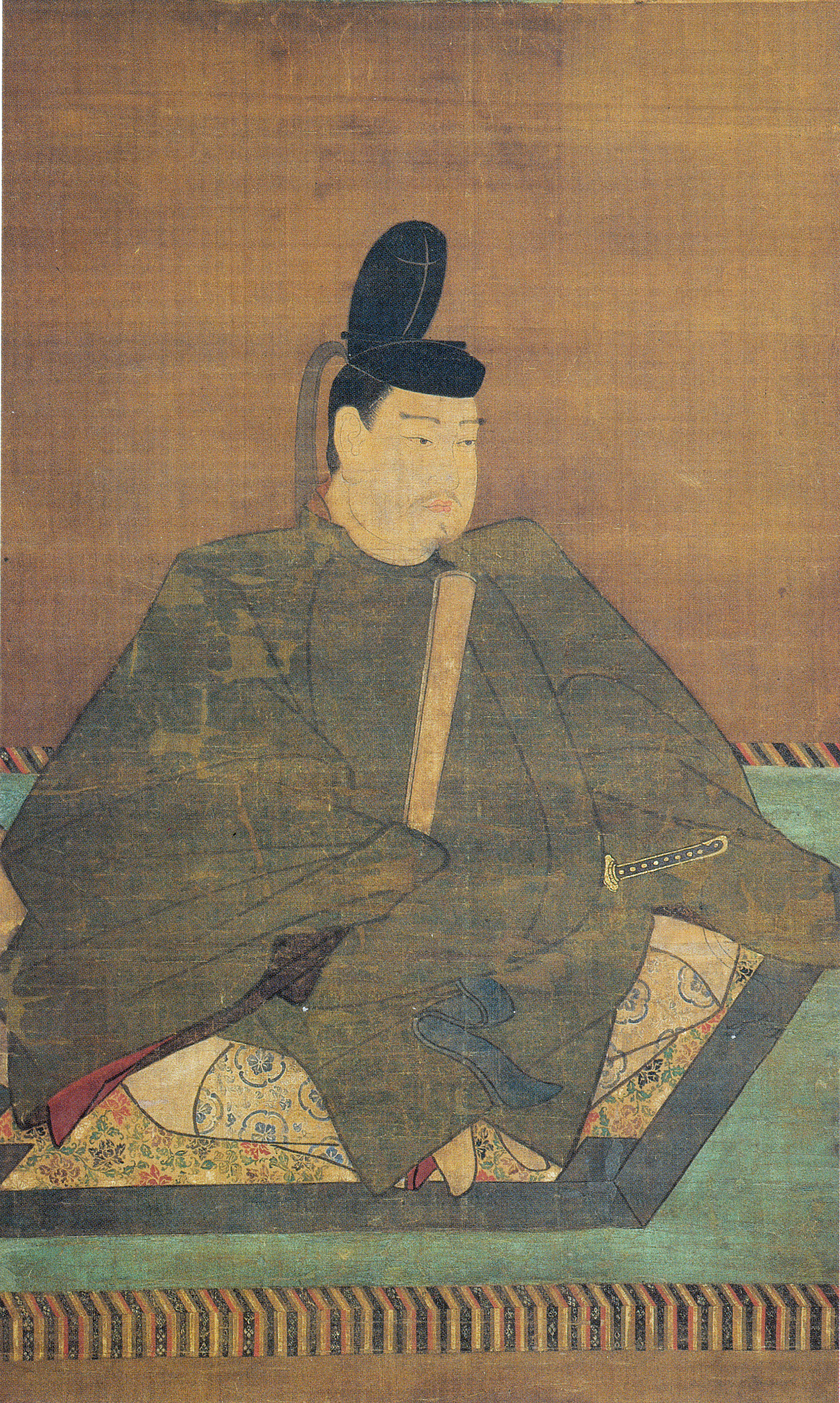
聖武天皇肖像

### 創建
創建は不詳。天平13年（741年）の国分寺建立の詔ののちの創建とされる。
発掘調査では8世紀中葉頃の建立と推定されるとともに、前身寺院や先行遺構の存在も認められている。特に、出土瓦の様相が大和川対岸の竹原井頓宮推定地（柏原市青谷の青谷遺跡）と同種になる点が注目されるが、青谷遺跡の瓦が若干先行することから、当地一帯で聖武天皇の宿所・関連施設が営まれたことを前提にして国分寺が建立されたとする説が挙げられている。
なお、周辺では鳥坂寺跡・田辺廃寺跡・片山廃寺跡などの古代寺院も立地したことが知られる。

### 古代
延長5年（927年）成立の『延喜式』主税上では、国分寺料として稲1万束が規定されている。
天永2年（1111年）10月20日の「東寺牒案で」は、河内国分寺講師を勤める東寺僧の成順の重任が認められている。また「兼貞珍光時論田勘注案」（時期不詳）では天仁2年（1109年）に和泉国池田郷に河内国分寺領が存在した。

### 中世・近世
中世に入り、『諸山縁起』（鎌倉時代初期成立）では「国分寺」に関する記述が見え、河内国分寺を指すとされる。また建永2年（1207年）7月8日の「僧深慶某寺領注進状」の「河内国末寺国分寺宝名徳泉寺」の記載（通法寺の末寺化か）、応永元年（1394年）8月5日の「西琳寺領田畠目録」の西琳寺領123町余のうちに見える「国分寺分」25町余の記載も、河内国分寺を指すと見られる（当時までに西琳寺の支配下か）。そのほか「那智山師職注文案」（康永4年（1345年か）にも記載が見える。

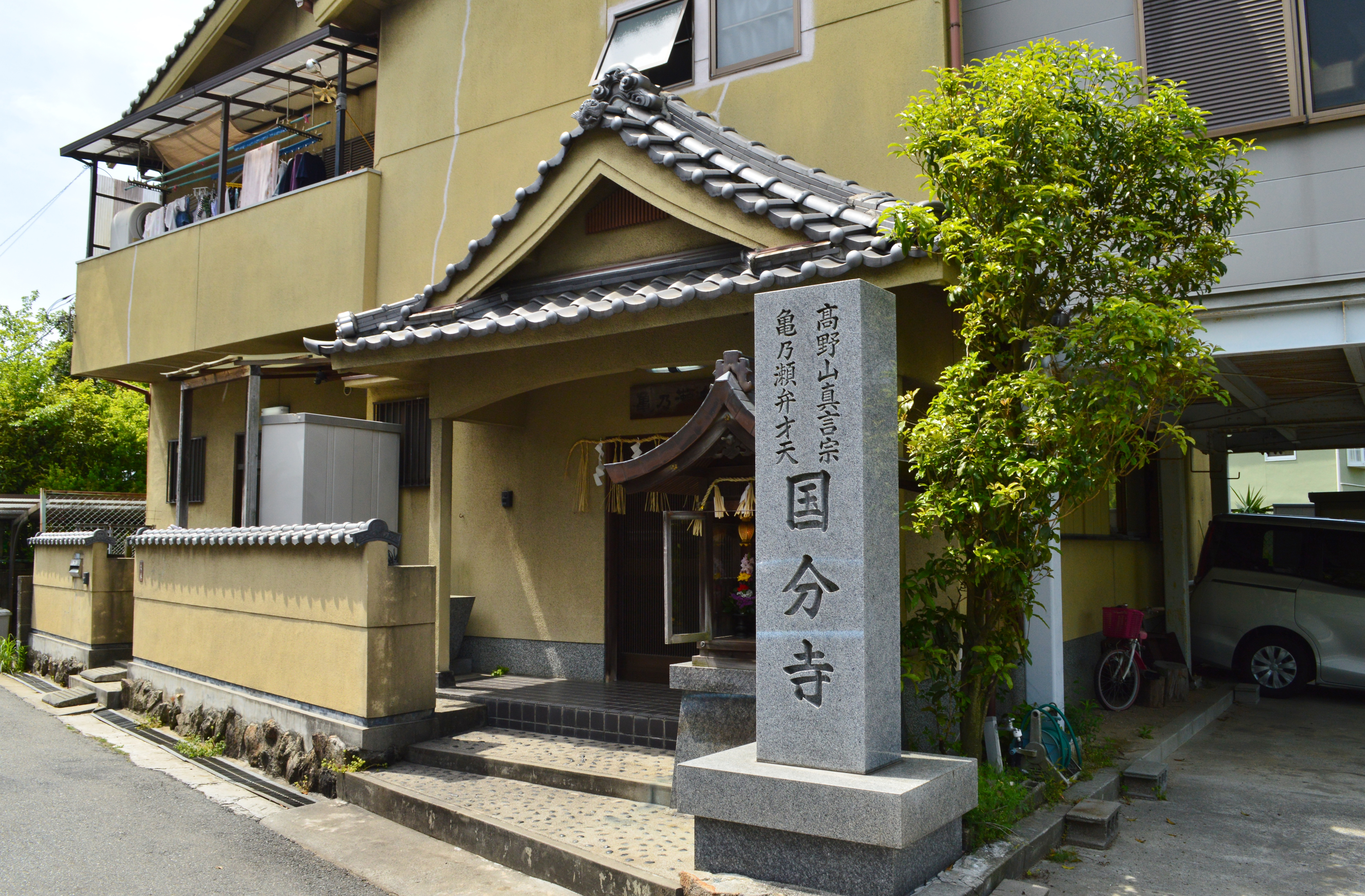
高野山真言宗国分寺
（亀乃瀬弁才天）河内国分寺塔跡の北東1.1キロメートルに所在。江戸時代復興。

その後の変遷は不詳。早い段階で廃寺となり江戸時代には所在が失われていた。その後に国分寺の場所を探索するにあたり、「東条」・「西条」・「北条」・「南代」の各地名の中央に位置する「機ケ辻」の地に比定され、地蔵堂が建てられている（現在の国分寺跡から北東1.1キロメートルにある高野山真言宗国分寺、北緯34度34分28.18秒 東経135度39分56.13秒 / 北緯34.5744944度 東経135.6655917度）。

### 近代以降
近代以降については次の通り。

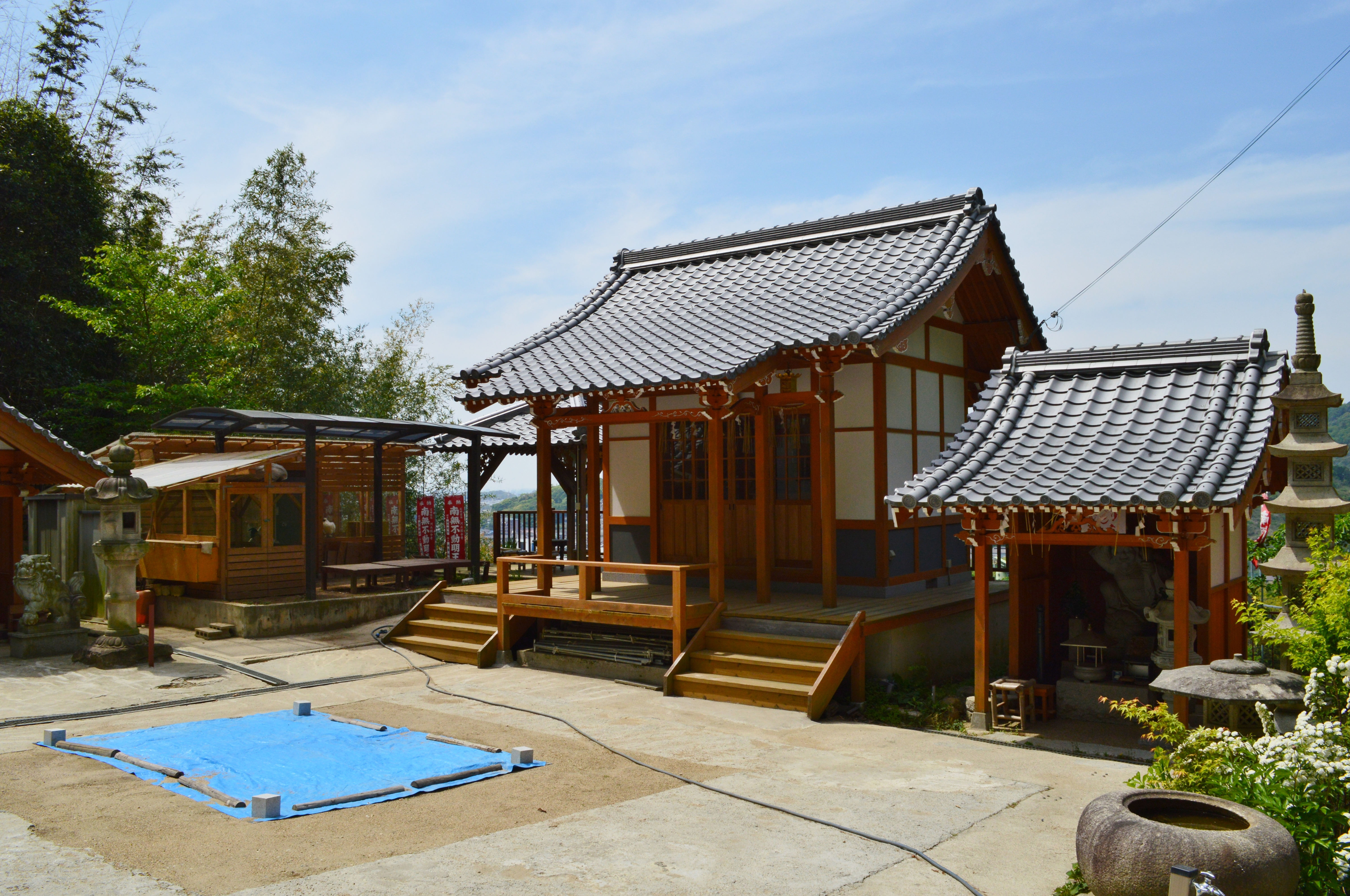
真言宗河内国分寺河内国分寺塔跡付近に所在。2009年（平成21年）に高野山真言宗国分寺を母体として復興。

- 古くから「東条廃寺（ひがんじょはいじ）」または「杜本廃寺（とのもとはいじ）」として認知[1]。
- 1934-1935年（昭和9-10年）、調査：塔跡を確認（大阪府）[1]。
- 1970年（昭和45年）、発掘調査：塔基壇・推定中門遺構を検出。河内国分寺跡と認定（大阪府教育委員会）[3][1]。
- 1977年（昭和52年）3月31日、出土瓦当が大阪府指定有形文化財に指定[6]。
- 1984・1990・1998・2000年度（昭和59・平成2・10・12年度）、発掘調査（柏原市教育委員会）[1]。
- 2006-2008年度（平成18-20年度）、範囲確認発掘調査：従来の推定中門遺構について推定金堂遺構の可能性を指摘（柏原市教育委員会）[1][7][2]。
- 2009年（平成21年）、塔跡付近において、高野山真言宗国分寺を母体とする真言宗河内国分寺（北緯34度34分1.25秒 東経135度39分28.74秒 / 北緯34.5670139度 東経135.6579833度）の設立[8]。

## 伽藍

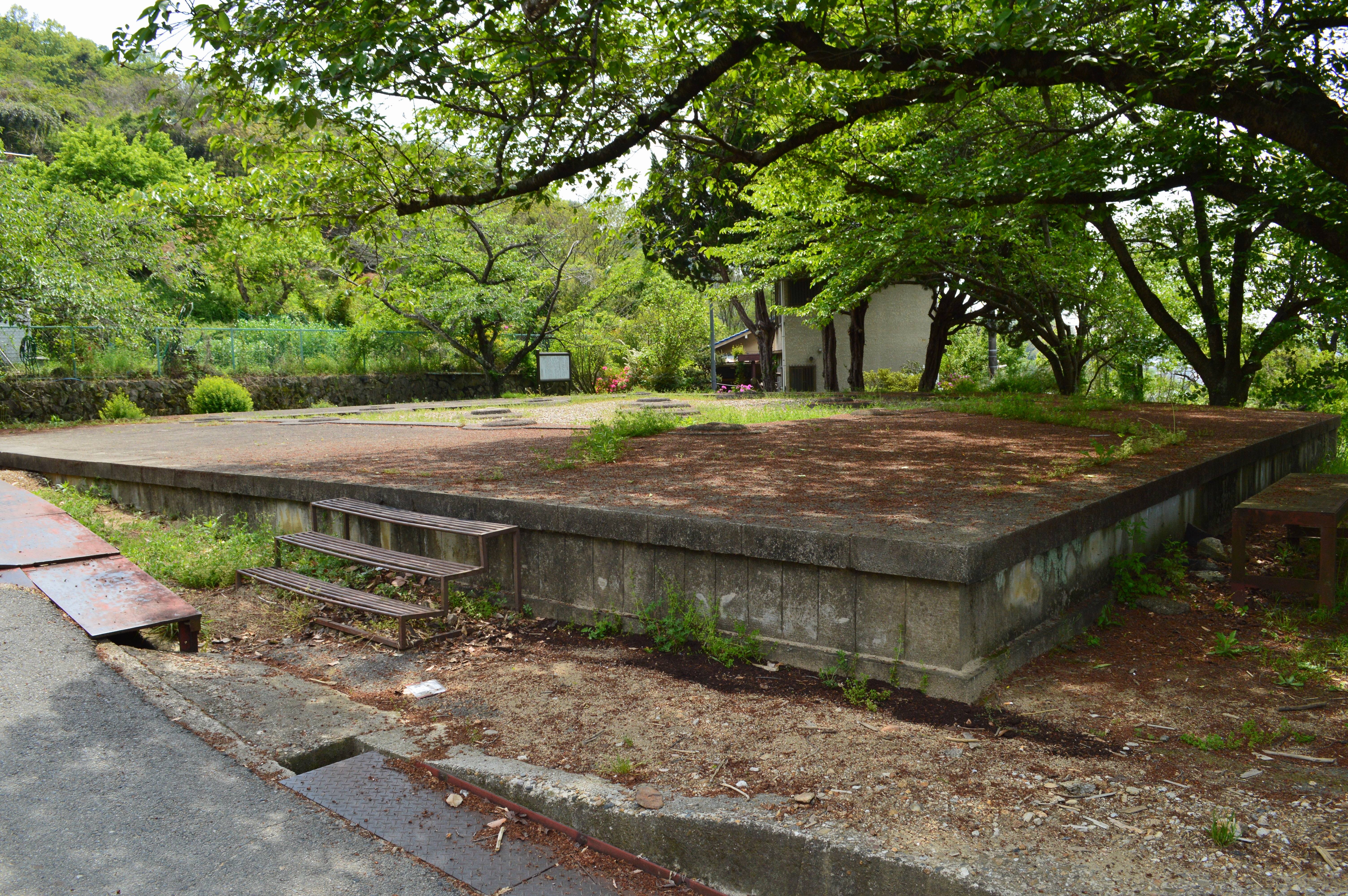
塔基壇（復元）

寺域は不明。通例では国分寺は2町四方の寺域を有するが、当地ではそのような平坦面が認められないため、狭い寺域が推定される特異な例になる。現在までに推定金堂跡・塔跡の遺構が検出されている。遺構の詳細は次の通り。
金堂（推定）
本尊を祀る建物。 塔跡の西において推定遺構が検出されている。1970年（昭和45年）の調査以降は中門跡や回廊跡と推定されたが、2008年度（平成20年度）の調査で金堂跡の可能性が指摘される。基壇は塔跡と同様の凝灰岩切石による壇上積基壇で、高さは約1.3メートルを測る。基壇上面は後世に削平を受けているため、建物規模は明らかでない。また基壇周囲で雨落ち溝なども検出されていない。
塔
経典（金光明最勝王経）を納めた塔（国分寺以外の場合は釈迦の遺骨（舎利）を納めた）。基壇は凝灰岩切石による壇上積基壇で、一辺約19メートル・高さ1.54メートルを測る。四方には6段の階段を付す。基壇上面は方形凝灰岩で斜格子状に四半敷きされる。礎石は6個（心礎含む）が遺存し、基壇上建物は10.36メートル（天平尺で約36尺）四方と推定され、大規模な七重塔とされる。現在は基壇が復元整備されている。
推定寺域からの出土遺物としては瓦片がある。瓦には国分寺の主体となる瓦と前身寺院の瓦がある。前者（国分寺主体瓦）では、奈良時代中頃の平城宮系の複弁七葉蓮華文軒丸瓦・均整唐草文軒丸瓦の組み合わせ（青谷遺跡所用の青谷式）が認められ、その瓦窯跡は河内国府推定地周辺部の誉田御廟山古墳外堤付近で検出されている。後者（前身寺院瓦）は、片岡王子系・岡寺系・薬師寺系など白鳳から奈良時代前半頃の瓦になる。出土瓦のうち軒丸瓦・軒平瓦計11点は大阪府指定有形文化財に指定されている。
なお河内国府から遠い点、大和国に近い点、推定寺域が狭く急傾斜地が迫る点で、当地を国分寺跡に比定するには疑問点も挙げられる。かつては当地のほかに田辺廃寺跡や片山廃寺跡に比定する説も存在した。

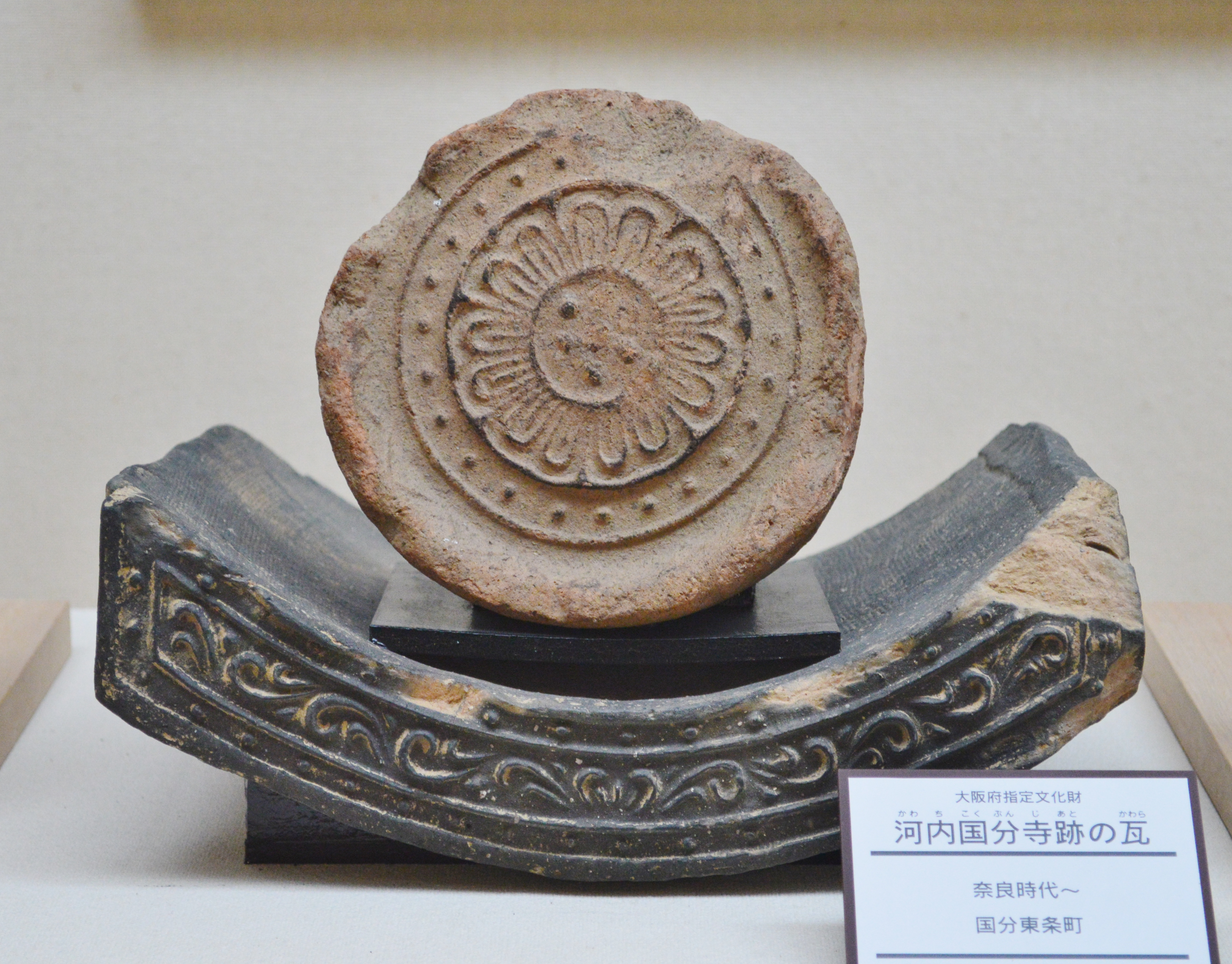
河内国分寺跡出土瓦（大阪府指定文化財） 柏原市立歴史資料館展示。

## 河内国分尼寺跡
尼寺跡の所在は詳らかでない。僧寺跡の西方に「尼寺」の地籍があり、奈良時代の瓦の出土も認められることから、同地付近に所在が推定される。
推定寺域内では現在までに数次の調査が実施されているが、伽藍建物の遺構の検出には至っていない。また出土した軒丸瓦の様相も、河内国分寺の前身寺院瓦（奈良時代の複弁蓮華文、奈良時代の重圏文）と類似する一方で、国分寺主体の青谷式瓦（複弁七葉蓮華文）が認められていない点に課題を残す。河内国分尼寺については文献上でも知られないことから、平安時代までには衰退したとする説がある。

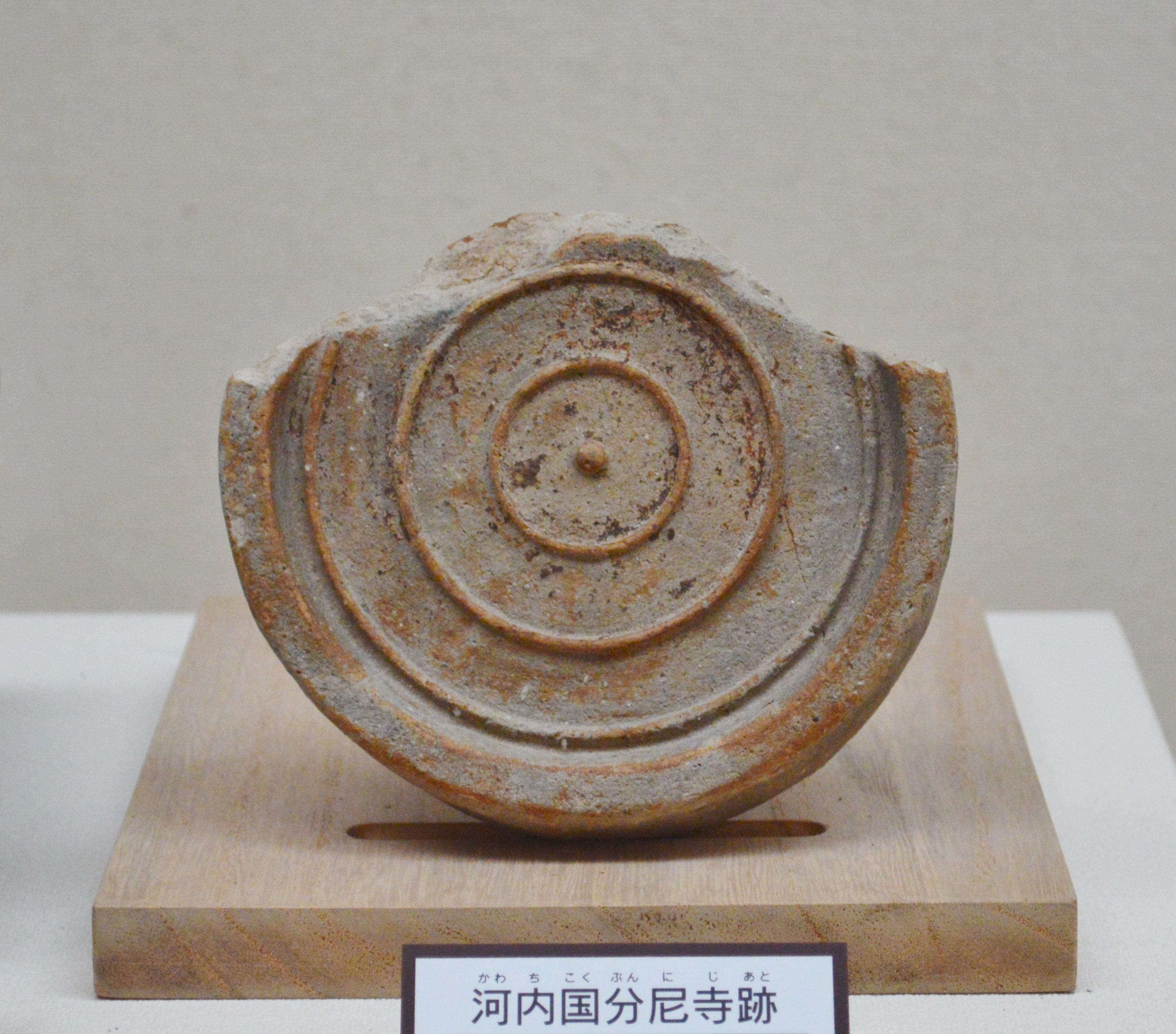
推定河内国分尼寺跡出土瓦 柏原市立歴史資料館展示。

## 文化財

### 大阪府指定文化財
- 有形文化財
  - 河内国分寺塔跡出土瓦当 11点（考古資料） - 軒丸瓦瓦当3種4点、軒平瓦瓦当3種7点。柏原市立歴史資料館保管。1977年（昭和52年）3月31日指定[11][6][9]。

## 関連文献
（記事執筆に使用していない関連文献）
- 国分寺
  - 『柏原市国分東条町河内国分寺跡発掘調査概要』大阪府教育委員会、1970年。
  - 「河内国分寺跡」『柏原市内遺跡群発掘調査概報 -平成21(2009)年度-（柏原市文化財概報2010-I）』柏原市教育委員会、2010年。 - リンクは奈良文化財研究所「全国遺跡報告総覧」。
- 国分尼寺
  - 「国分尼寺跡」『柏原市内遺跡群発掘調査概報 -1983年度-（柏原市文化財概報1983-I）』柏原市教育委員会、1984年。 - リンクは奈良文化財研究所「全国遺跡報告総覧」。
  - 「国分尼寺跡」『柏原市内遺跡群発掘調査概報 -1986年度-（柏原市文化財概報1986-I）』柏原市教育委員会、1987年。 - リンクは奈良文化財研究所「全国遺跡報告総覧」。
  - 「国分尼寺跡」『柏原市内遺跡群発掘調査概報 -1987年度-（柏原市文化財概報1987-I）』柏原市教育委員会、1988年。 - リンクは奈良文化財研究所「全国遺跡報告総覧」。
  - 「国分尼寺跡」『柏原市内遺跡群発掘調査概報 -1988年度-（柏原市文化財概報1988-I）』柏原市教育委員会、1989年。 - リンクは奈良文化財研究所「全国遺跡報告総覧」。
  - 「国分尼寺跡」『柏原市内遺跡群発掘調査概報 -1989年度-（柏原市文化財概報1989-I）』柏原市教育委員会、1990年。 - リンクは奈良文化財研究所「全国遺跡報告総覧」。
  - 「河内国分尼寺跡」『柏原市内遺跡群発掘調査概報 -1996年度-（柏原市文化財概報1996-I）』柏原市教育委員会、1997年。 - リンクは奈良文化財研究所「全国遺跡報告総覧」。